# ヴィリアミ・アフ・カイポウリ
ヴィリアミ・アフ・カイポウリ（Viliami Afu Kaipouli、1997年9月28日 - ）は、ジャパンラグビーリーグワン埼玉パナソニックワイルドナイツに所属するトンガ出身のラグビー選手。

## プロフィール
- ポジションはフランカー(FL)、ナンバーエイト(No.8)。
- 身長189cm、体重115kg。
- ニックネームはヴィリ。
- トンガサムライXVスコッドに選ばれたことがある[1]。

## 略歴
8歳からラグビーを始めた。
トンガ高校、日本文理大学を経て、2020年、Honda Heat(現・三重ホンダヒート)に加入。なお日本文理大学時代、副将を務めたことがある。
2021年2月20日にジャパンラグビートップリーグ第1節NTTコミュニケーションズシャイニングアークス戦に先発出場で日本での公式戦初出場を果たす。
2024年5月、三重ホンダーヒートを退団。
2024年6月、埼玉パナソニックワイルドナイツに入団した。